# Lista de reitores da Universidade Tecnológica Federal do Paraná
Esta é uma lista de reitores da Universidade Tecnológica Federal do Paraná (UTFPR). Convém mencionar que a respectiva instituição originalmente possuía diretores, tendo sido transformada em universidade apenas com o advento da Lei n° 11.184, de 7 de outubro de 2005. Assim, esta teve como primeiro reitor Éden Januário Netto (de 10/10/2005 a 13/07/2008). 
| N° | Retrato | Foto | Diretor/Reitor                            | Período                                         |
| -- | ------- | ---- | ----------------------------------------- | ----------------------------------------------- |
| 1  |         | –    | Paulo Ildefonso de Assumpção              | 22/12/1909 a 25/02/1928                         |
| 2  |         | –    | Ebrahim Xavier das Neves                  | 25/02/1928 a 04/05/1928                         |
| 3  |         | –    | João Cândido da Silva Muricy              | 04/05/1928 a 06/05/1930                         |
| –  |         | –    | Ebrahim Xavier das Neves                  | 06/05/1930 a 01/06/1930                         |
| 4  |         | –    | Rubens Klier de Assumpção                 | 01/06/1930 a 24/08/1938                         |
| 5  |         | –    | Daniel Borges dos Reis                    | 24/08/1938 a 09/09/1939                         |
| 6  |         | –    | Lauro Wilhelm                             | 09/09/1939 a 19/02/1941                         |
| 7  |         | –    | Ulisses de Mello e Silva                  | 19/02/1941 a 18/05/1941                         |
| –  |         | –    | Lauro Wilhelm                             | 18/05/1941 a 02/08/1965                         |
| 8  |         | –    | Ney de Almeida Lima                       | 02/08/1965 a 13/09/1965                         |
| –  |         | –    | Lauro Wilhelm                             | 13/09/1965 a 19/11/1965                         |
| 9  |         | –    | Oswaldo Ceccon                            | 19/11/1965 a 04/06/1966                         |
| 10 |         | –    | Ricardo Luiz Knesebeck                    | 04/06/1966 a 04/06/1972                         |
| 11 |         |      | Aramis Demeterco                          | 04/06/1972 a 14/07/1972                         |
| 12 |         | –    | Ivo Mezzadri                              | 14/07/1972 a 17/01/1984                         |
| 13 |         | –    | Ataíde Moacyr Ferrazza                    | 18/01/1984 a 17/01/1988                         |
| 14 |         | –    | Artur Antonio Bertol                      | 28/01/1988 a 27/01/1992                         |
| –  |         | –    | Ataíde Moacyr Ferrazza                    | 24/02/1992 a 23/02/1996                         |
| 15 |         |      | Paulo Agostinho Aléssio                   | 26/03/1996 a 25/03/2000                         |
| 16 |         |      | Éden Januário Netto                       | 14/03/2000 a 14/03/2004 06/04/2004 a 13/07/2008 |
| 17 |         |      | Carlos Eduardo Cantarelli                 | 15/07/2008 a 05/07/2012 05/07/2012 a 05/07/2016 |
| 18 |         |      | Luiz Alberto Pilatti                      | 09/09/2016 a 09/09/2020                         |
| 19 | –       |      | Vanessa Ishikawa Rasoto                   | 09/09/2020 a 23/09/2020                         |
| 20 | –       |      | Marcos Flávio de Oliveira Schiefler Filho | 23/09/2020 a 23/09/2024                         |
| 21 | –       |      | Everton Ricardi Lozano da Silva           | 24/09/2024 a 24/09/2028                         |